# ستاره! (فیلم)
ستاره! (به انگلیسی: !Star) فیلمی در ژانر زندگینامه‌ای و موزیکال به کارگردانی رابرت وایز است که در سال ۱۹۶۸ منتشر شد. فیلمنامهٔ این فیلم را ویلیام فِیرچایلد بر اساس زندگی خوانندهٔ بریتانیایی گرترود لارنس نوشته‌است که جولی اندروز این نقش را ایفا کرد. این فیلم بار دیگر در سال ۱۹۶۹، با عنوان آنها در اوقات خوشی بودند منتشر شد.

## بازیگران
- جولی اندروز
- ریچارد کرنا
- دنیل ماسی
- مایکل کریگ
- رابرت رید
- آلن اوپنهایمر
- بریل رید
- جی. پت آمالی
- آنا لی